# Bermuda op de Gemenebestspelen

Vlag van Bermuda

Bermuda is een van de landen die deelneemt aan de Gemenebestspelen (of Commonwealth Games). Bermuda nam deel aan de eerste editie van 1930 en deed in totaal in 19 van de 22 edities mee. In totaal over deze 19 edities won het land acht medailles.

## Medailles
| Bermuda op de Gemenebestspelen | Bermuda op de Gemenebestspelen | Bermuda op de Gemenebestspelen | Bermuda op de Gemenebestspelen | Bermuda op de Gemenebestspelen | Bermuda op de Gemenebestspelen |
| ------------------------------ | ------------------------------ | ------------------------------ | ------------------------------ | ------------------------------ | ------------------------------ |
| Jaar                           | Goud                           | Zilver                         | Brons                          | Totaal                         | Rang                           |
| 1930                           | -                              | -                              | -                              | -                              | /                              |
| 1934                           | -                              | -                              | -                              | -                              | /                              |
| 1938                           | -                              | -                              | -                              | -                              | /                              |
| 1954                           | -                              | -                              | -                              | -                              | /                              |
| 1966                           | -                              | 1                              | -                              | 1                              | 18                             |
| 1970                           | -                              | -                              | -                              | -                              | /                              |
| 1974                           | -                              | -                              | -                              | -                              | /                              |
| 1978                           | -                              | -                              | -                              | -                              | /                              |
| 1982                           | -                              | -                              | 1                              | 1                              | 21                             |
| 1986                           | -                              | -                              | -                              | -                              | /                              |
| 1990                           | 1                              | -                              | -                              | 1                              | 19                             |
| 1994                           | -                              | -                              | 1                              | 1                              | 27                             |
| 1998                           | -                              | 1                              | -                              | 1                              | 28                             |
| 2002                           | -                              | -                              | -                              | -                              | /                              |
| 2006                           | -                              | -                              | -                              | -                              | /                              |
| 2010                           | -                              | -                              | -                              | -                              | /                              |
| 2014                           | -                              | -                              | -                              | -                              | /                              |
| 2018                           | 1                              | -                              | -                              | 1                              | 26                             |
| 2022                           | 1                              | -                              | 1                              | 2                              | 25                             |